# President Cup 2017 (hockey in-line)
La President Cup 2017 è stata la 7ª edizione della omonima competizione europea per squadre di club di hockey in-line. È stata disputata dal 2 al 5 marzo 2017 a Valladolid in Spagna. 
Il Milano Quanta si è aggiudicato il trofeo per la prima volta nella sua storia sconfiggendo in finale l'Olomouc Eagles.

## Squadre partecipanti
- Chap's Roller
- Nordhessen Hornets
- Milano Quanta
- Olomouc Eagles
- IhcSF Linth
- Z-Fighters Oberrüti-Sins

## Partite

### Seconda fase a gironi

#### Girone F
| Squadra                  | Pt | G | V | VR | PR | P | GF | GS | DR  |
| ------------------------ | -- | - | - | -- | -- | - | -- | -- | --- |
| Z-Fighters Oberrüti-Sins | 6  | 2 | 2 | 0  | 0  | 0 | 31 | 0  | +31 |
| Nordhessen Hornets       | 3  | 2 | 1 | 0  | 0  | 1 | 11 | 15 | -4  |
| Chap's Roller            | 0  | 2 | 0 | 0  | 0  | 2 | 6  | 33 | -27 |

| Valladolid 4 marzo 2017, ore 9:00 UTC+1 | Z-Fighters Oberrüti-Sins | 22 – 0 | Chap's Roller |  |

| Valladolid 4 marzo 2017, ore 13:00 UTC+1 | Chap's Roller | 6 – 11 | Nordhessen Hornets |  |

| Valladolid 4 marzo 2017, ore 17:00 UTC+1 | Nordhessen Hornets | 0 – 9 | Z-Fighters Oberrüti-Sins |  |

#### Girone G
| Squadra        | Pt | G | V | VR | PR | P | GF | GS | DR |
| -------------- | -- | - | - | -- | -- | - | -- | -- | -- |
| Milano Quanta  | 6  | 2 | 2 | 0  | 0  | 0 | 5  | 0  | +5 |
| Olomouc Eagles | 2  | 2 | 0 | 1  | 0  | 1 | 5  | 6  | -1 |
| IhcSF Linth    | 1  | 2 | 0 | 0  | 1  | 1 | 4  | 8  | -4 |

| Valladolid 4 marzo 2017, ore 10:30 UTC+1 | IhcSF Linth | 4 – 5 (d.t.s.) | Olomouc Eagles |  |

| Valladolid 4 marzo 2017, ore 14:30 UTC+1 | Olomouc Eagles | 0 – 2 | Milano Quanta |  |

| Valladolid 4 marzo 2017, ore 20:00 UTC+1 | Milano Quanta | 3 – 0 | IhcSF Linth |  |

### Fase finale

#### Semifinali
| Valladolid 5 marzo 2017, ore 9:00 UTC+1 | Z-Fighters Oberrüti-Sins | 3 – 5 | Olomouc Eagles |  |

| Valladolid 5 marzo 2017, ore 10:30 UTC+1 | Milano Quanta | 3 – 0 | Nordhessen Hornets |  |

#### Finale 5º posto
| Valladolid 5 marzo 2017, ore 13:00 UTC+1 | Chap's Roller | 0 – 13 | IhcSF Linth |  |

#### Finale 3º posto
| Valladolid 5 marzo 2017, ore 14:30 UTC+1 | Z-Fighters Oberrüti-Sins | 13 – 2 | Nordhessen Hornets |  |

#### Finale 1º posto
| Valladolid 5 marzo 2017, ore 14:30 UTC+1 | Olomouc Eagles | 2 – 5 | Milano Quanta |  |